# Christoph Spies
Christoph Spies (né le 16 décembre 1985 à Grünstadt) est un homme politique allemand (SPD/ Parti social-démocrate d'Allemagne). Il est membre du Landtag de Rhénanie-Palatinat depuis le 1er juillet 2019.